# Coeloleptops gracilicolor
Coeloleptops gracilicolor är en stekelart som beskrevs av Heinrich 1967. Coeloleptops gracilicolor ingår i släktet Coeloleptops och familjen brokparasitsteklar. Inga underarter finns listade i Catalogue of Life.